# Lanterne rouge
Denomina-se Farol vermelho (em francês, Lanterne Rouge) ao ciclista que ocupa a última posição ao finalizar o Tour de France. A frase parece ter a sua origem nas luzes vermelhas que se costumam encontrar no último vagão dos comboios. Por extensão, atualmente denomina-se "farol vermelho", ou "lanterna" aquele que ocupa a última posição em qualquer outro tipo de competição.

## Faróis vermelhos do Tour de France

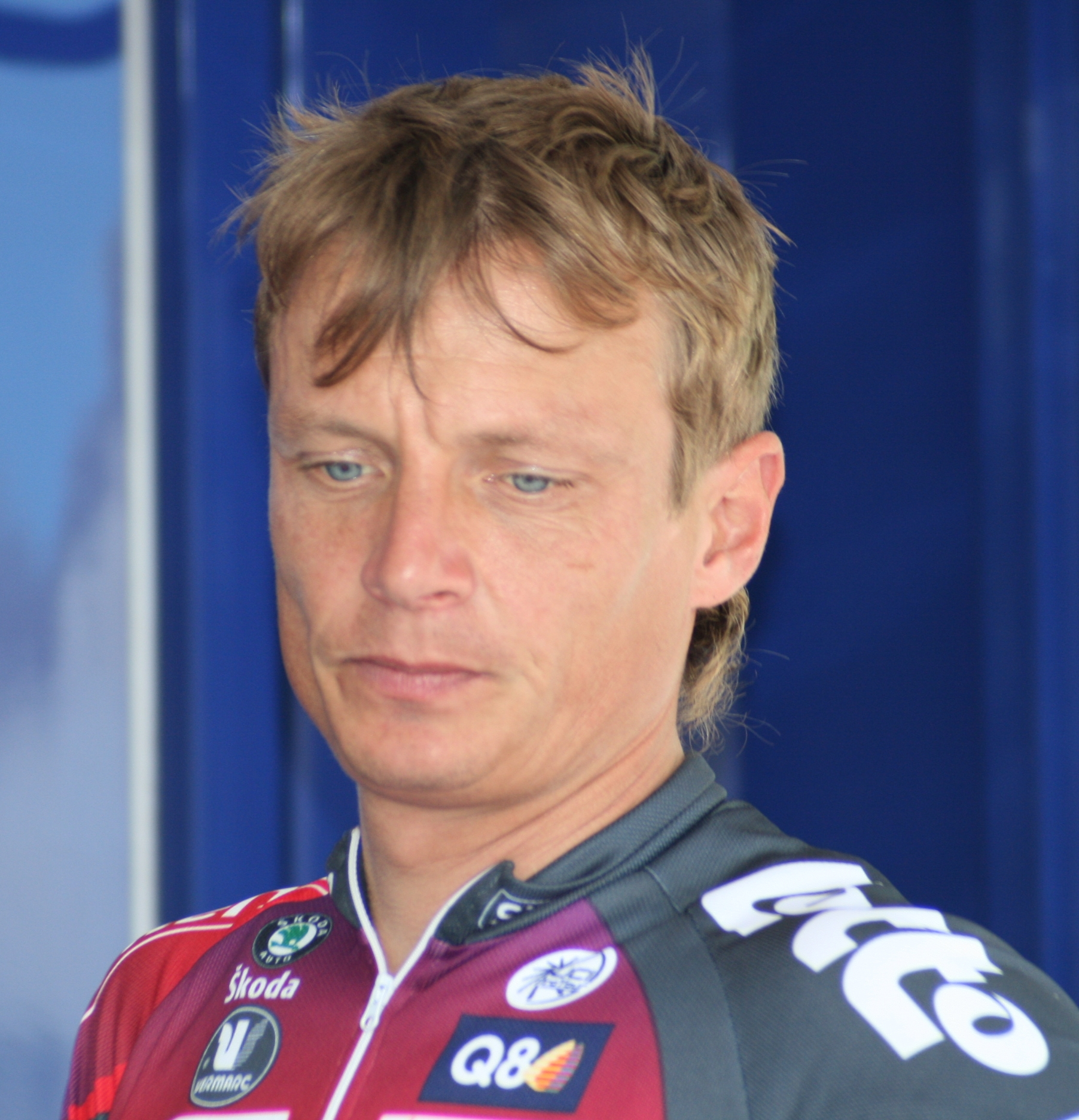
Wim Vansevenant, detentor do recorde do farol vermelho

| - 1903 Arsène Millocheau (FRA) - 1904 Antoine Deflotrière (FRA) - 1905 Clovis Lacroix (FRA) - 1906 Georges Bronchard (FRA) - 1907 Albert Chartier (FRA) - 1908 Henri Anthoine (FRA) - 1909 Georges Devilly (FRA) - 1910 Constant Collet (FRA) - 1911 Lucien Roquebert (FRA) - 1912 Maurice Lartigue (FRA) - 1913 Henri Alavoine (FRA) - 1914 Henri Leclerc (FRA) - 1915–18: não houve tour devido a I Guerra Mundial - 1919 Jules Nempon (FRA) - 1920 Charles Raboisson (FRA) - 1921 Henri Catelan (FRA) - 1922 Daniel Masson (FRA) - 1923 Daniel Masson (FRA) - 1924 Victor Lafosse (FRA) - 1925 Fernand Besnier (FRA) - 1926 André Drobecq (FRA) - 1927 Jacques Pfister (FRA) - 1928 Edouard Persin (FRA) - 1929 André Léger (FRA) - 1930 Marcel Ilpide (FRA) - 1931 Richard Lamb (AUS) - 1932 Rudolf Risch (GER) - 1933 Ernest Neuhard (FRA) - 1934 Antonio Folco (ITA) - 1935 Willy Kutschbach (GER) - 1936 Aldo Bertocco (FRA) - 1937 Aloyse Klensch (LUX) - 1938 Janus Hellemons (NED) - 1939 Armand Le Moal (FRA) - 1940–46: não houve tour devido a II Guerra Mundial | - 1947 Pietro Tarchini (SUI) - 1948 Vittorio Seghezzi (ITA) - 1949 Guido De Santi (ITA) - 1950 Fritz Zbinden (SUI) - 1951 Abdel-Kader Zaaf (FRA) - 1952 Henri Paret (FRA) - 1953 Claude Rouer (FRA) - 1954 Marcel Dierkens (LUX) - 1955 Tony Hoar (UK) - 1956 Roger Chaussabel (FRA) - 1957 Guy Million (FRA) - 1958 Walter Favre (SUI) - 1959 Louis Bisilliat (FRA) - 1960 José Herrero Berrendero (ESP) - 1961 André Geneste (FRA) - 1962 Augusto Marcaletti (ITA) - 1963 Willy Derboven (BEL) - 1964 Anatole Novak (FRA) - 1965 Joseph Groussard (FRA) - 1966 Paolo Mannucci (ITA) - 1967 Jean-Pierre Genet (FRA) - 1968 John Clarey (UK) - 1969 André Wilhelm (FRA) - 1970 Frits Hoogerheide (NED) - 1971 Georges Chappe (FRA) - 1972 Alain Bellouis (FRA) - 1973 Jacques-André Hochart (FRA) - 1974 Lorenzo Alaimo (ITA) - 1975 Jacques Boulas (FRA) - 1976 Aad van den Hoek (NED) - 1977 Roger Loysch (BEL) - 1978 Philippe Tesnière (FRA) - 1979 Gerhard Schönbacher (AUT) - 1980 Gerhard Schönbacher (AUT) - 1981 Faustino Cuelli (ESP) | - 1982 Werner Devos (BEL) - 1983 Marcel Laurens (BEL) - 1984 Gilbert Glaus (SUI) - 1985 Manrico Ronchiato (ITA) - 1986 Ennio Salvador (ITA) - 1987 Mathieu Hermans (NED) - 1988 Dirk Wayenberg (BEL) - 1989 Mathieu Hermans (NED) - 1990 Rodolfo Massi (ITA) - 1991 Rob Harmeling (NED) - 1992 Fernando Quevedo (ESP) - 1993 Edwig Van Hooydonck (BEL) - 1994 John Talen (NED) - 1995 Bruno Cornillet (FRA) - 1996 Jean-Luc Masdupuy (FRA) - 1997 Philippe Gaumont (FRA) - 1998 Damien Nazon (FRA) - 1999 Jacky Durand (FRA) - 2000 Olivier Perraudeau (FRA) - 2001 Jimmy Casper (FRA) - 2002 Igor Flores (ESP) - 2003 Hans De Clercq (BEL) - 2004 Jimmy Casper (FRA) - 2005 Iker Flores (ESP) - 2006 Wim Vansevenant (BEL) - 2007 Wim Vansevenant (BEL) - 2008 Wim Vansevenant (BEL) - 2009 Yauheni Hutarovich (BLR) - 2010 Adriano Malori (ITA) - 2011 Fabio Sabatini (ITA) - 2012 Jimmy Engoulvent (FRA) - 2013 Svein Tuft (CAN) - 2014 Ji Cheng (CHN) - 2015 Sébastien Chavanel (FRA) |